# Бантинг, Джордж Сидни
Джордж Си́дни Ба́нтинг (англ. George Sydney Bunting, 1927—2015) — американский ботаник, специалист по таксономии семейства Ароидные.

## Биография
Джордж Сидни Бантинг родился 7 марта 1927 года.
В 1953—1954 годах вместе с Джоном Вердаком принимал участие в экспедиции Бассета Магуайра по Гайане. Первая научная публикация Бантинга была посвящена представителям семейства Ароидные, произрастающим в Венесуэле. Джордж работал в Ботаническом саду Миссури, затем перешёл в Корнеллский университет.
В 1960 году Бантинг получил степень доктора философии за работу, в которой пересматривалась систематика рода Спатифиллюм. В 1968 году Бантинг вернулся в Венесуэлу, где работал в Ботаническом институте в Центральном университете Венесуэлы. С 1973 году он работал в Ботаническом саду Маракайбо, был директором гербария ботанического сада, в 1976 основал там библиотеку.
В 1979 году была издана работа Бантинга Sinopsis de las Araceae de Venezuela. Бантинг принимал участие в описании семейства Ароидные для книг Flora of Venezuela и Flora of the Venezuelan Guyana. Затем он издал монографию, в которой пересматривается систематике рода Филодендрон.
Умер 27 декабря 2015 года.

## Растения, названные в честь Дж. С. Бантинга
- Albizia buntingii Barneby & J.W.Grimes, 1996
- Aristolochia buntingii Pfeifer, 1970
- Clidemia buntingii Wurdack, 1969
- Cynanchum buntingii Morillo, 1989 [syn.  Ditassa buntingii (Morillo) Liede, 1997]
- Hiraea buntingii W.R.Anderson, 1997
- Ladenbergia buntingii Steyerm., 1972
- Miconia buntingii Wurdack, 1971
- Palicourea buntingii Steyerm., 1972
- Peperomia buntingii Steyerm., 1973 [syn.  Peperomia turboensis Yunck., 1950]
- Philodendron buntingianum Croat, 1986
- Psychotria buntingii Steyerm., 1987
- Rudgea buntingii Steyerm., 1972
- Spathiphyllum buntingianum Croat, 2005
- Swartzia buntingii R.S.Cowan, 1968
- Utricularia buntingiana P.Taylor, 1976